# لیوگونگ

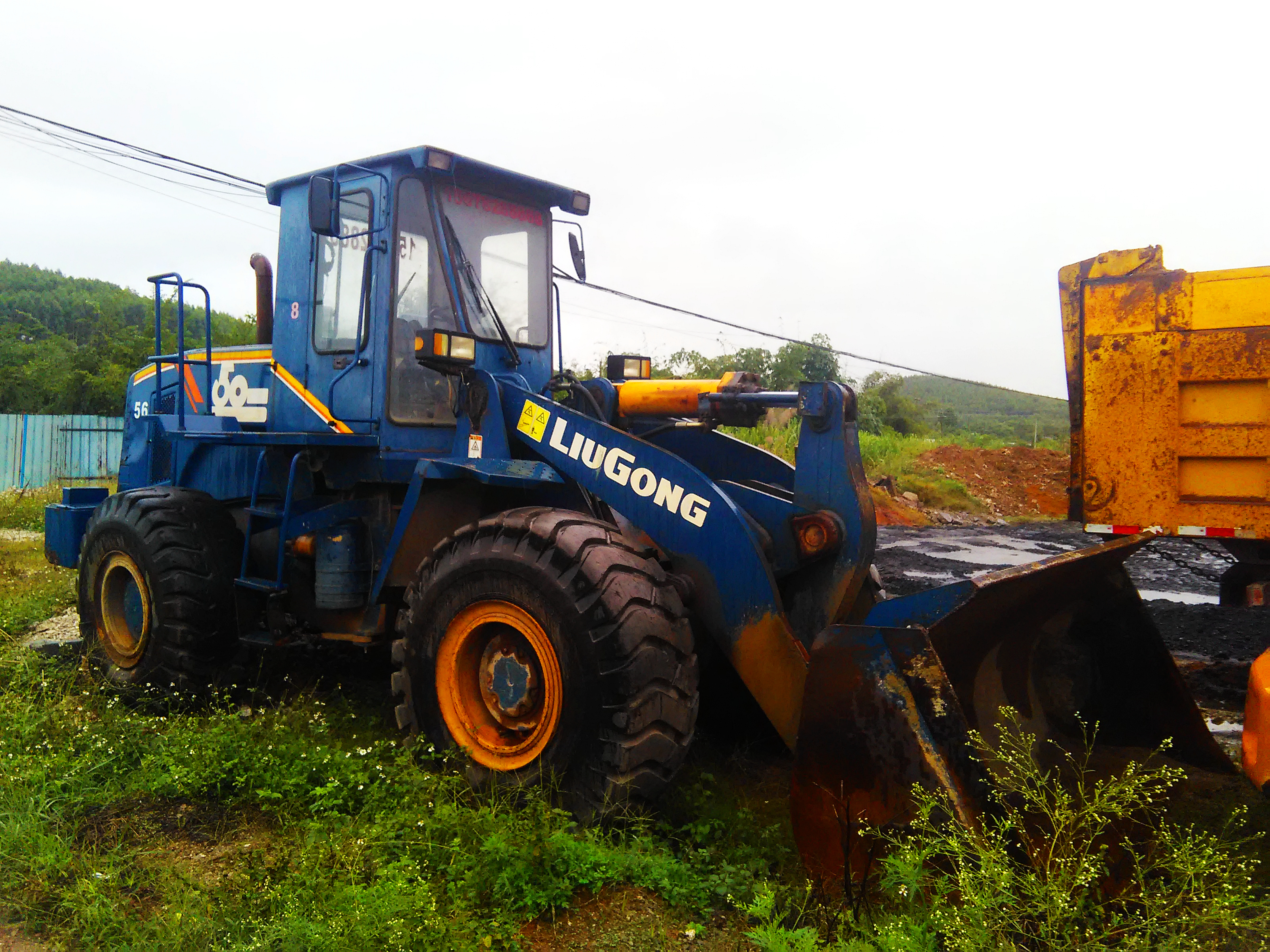
لودر لیوگونگ

لیوگونگ، یک شرکت چندملیتی چینی سازنده ماشین‌آلات عمرانی و معدنی در لیوژو واقع در منطقه گوانگشی چین است. این شرکت دهمین تولیدکننده بزرگ تجهیزات سنگین در جهان برپایه کمیت تولیدات است. همچنین این شرکت از لحاظ کمی، بزرگ‌ترین تولیدکننده لودر چرخ‌لاستیکی در جهان است.

## سرمایه‌گذاری‌های مشترک

### شرکت گوانگشی کامینز اینداستریال پاور
در اکتبر ۲۰۱۱ لیوگونگ و کامینز یک توافقنامۀ سرمایه‌گذاری مشترک امضا نمودند تا امکانات تولید موتورهای متوسط را با ظرفیت ۵۰،۰۰۰ دستگاه در سال در لیوژو، استان گوانگشی ایجاد نمایند.

### شرکت لیوژو ZF مَشِنِری
این شرکت یک سرمایه‌گذاری مشترک در لیوژو میان ZF و لیوگونگ است که گیربکس، اکسل و قطعات آنان را برای ماشین‌های لیوگونگ تولید می‌کند.